# Conséquences de la pandémie de Covid-19 sur les sports au Québec
Pour des articles plus généraux, voir Conséquences de la pandémie de Covid-19 et Pandémie de Covid-19 au Québec.
La pandémie de Covid-19 a eu des conséquences significatives sur les sports au Québec, entraînant la suspension ou l'annulation de nombreux événements et compétitions. Dès mars 2020, la Ligue nationale de hockey et la Major League Soccer suspendent leurs saisons régulières, affectant les Canadiens de Montréal et l'Impact de Montréal. Des événements majeurs comme le Grand Prix du Canada de Formule 1, le Tournoi de tennis du Canada féminin, et le Tour de l'île de Montréal sont reportés ou annulés. En parallèle, plusieurs organismes sportifs provinciaux, tels que Basketball Québec, Baseball Québec, Hockey Québec et Soccer Québec, suspendent leurs activités. En mai 2020, la Ligue canadienne de football annonce le report de la saison 2020 des Alouettes de Montréal. Cependant, malgré les annulations, certains événements comme le Grand Prix cycliste de Québec et de Montréal sont maintenus sous réserve de l'évolution de la situation sanitaire. À partir de juin 2020, les entraînements sportifs extérieurs reprennent avec des mesures de distanciation physique, et fin juin, la majorité des activités sportives, y compris les matchs sans public, sont autorisées à reprendre.

## 2020
La Ligue nationale de hockey (LNH) et la Major League Soccer (MLS) suspendent leur saison régulière, entraînant l’arrêt des activités des Canadiens de Montréal et de l'Impact de Montréal. À partir du 25 mai 2020, l'Impact de Montréal recommence ses entraînements au Centre Nutrilait, mais sur une base individuelle. Puisque la Ligue majeure de baseball suspend les matchs de présaison, la série annuelle de présaison des Blue Jays de Toronto au Stade olympique est annulée. Le 23 mars 2020, la Ligue de hockey junior majeur du Québec (LHJMQ) et la Ligue canadienne de hockey (LCH) annulent le reste de la saison 2019-2020, incluant les éliminatoires et la Coupe Memorial. Le 11 mars 2020, les Championnats du monde de patinage artistique 2020, qui devaient se tenir à Montréal, sont annulés. 
Au début du mois d'avril, le Grand Prix du Canada de Formule 1 est reporté pour finalement être annulé à la fin juillet.
Le 4 avril, Vélo Québec annonce l'annulation de certains de ses événements, dont le Tour de l'île de Montréal. 
Le 11 avril, Tennis Canada annonce l’annulation du tournoi féminin de l'Open Canadien 2020, conformément à la demande du gouvernement provincial. Montréal accueillera plutôt le tournoi féminin de 2021. Les compétitions féminines et masculines alternent habituellement entre Montréal et Toronto,.
D'autres organismes sportifs provinciaux suspendent leurs activités, notamment Basketball Québec, Baseball Québec, Hockey Québec (y compris la Ligue de hockey junior du Québec pour le reste de la saison), et Soccer Québec. Des événements locaux sont également annulés, dont le Tour de l'île de Montréal et diverses courses à pied,.
Le 15 avril, Serge Arsenault, le fondateur des Grands Prix Cyclistes de Québec et de Montréal (GPCQM), annonce que ces deux événements nord-américains du UCI World Tour sont maintenus aux dates prévues en septembre, tant que la situation de la COVID-19 le permet. Les organisateurs travaillent en collaboration avec l'Union cycliste internationale (UCI).
Le 20 mai, après beaucoup de spéculations, la Ligue canadienne de football annonce le report du début de la saison 2020 des Alouettes au 1er septembre au plus tôt, avec la confirmation formelle du report des camps d'entraînement le 30 mai,. Le 17 août, la Ligue annonce l'annulation de la saison 2020, une première depuis 1919.

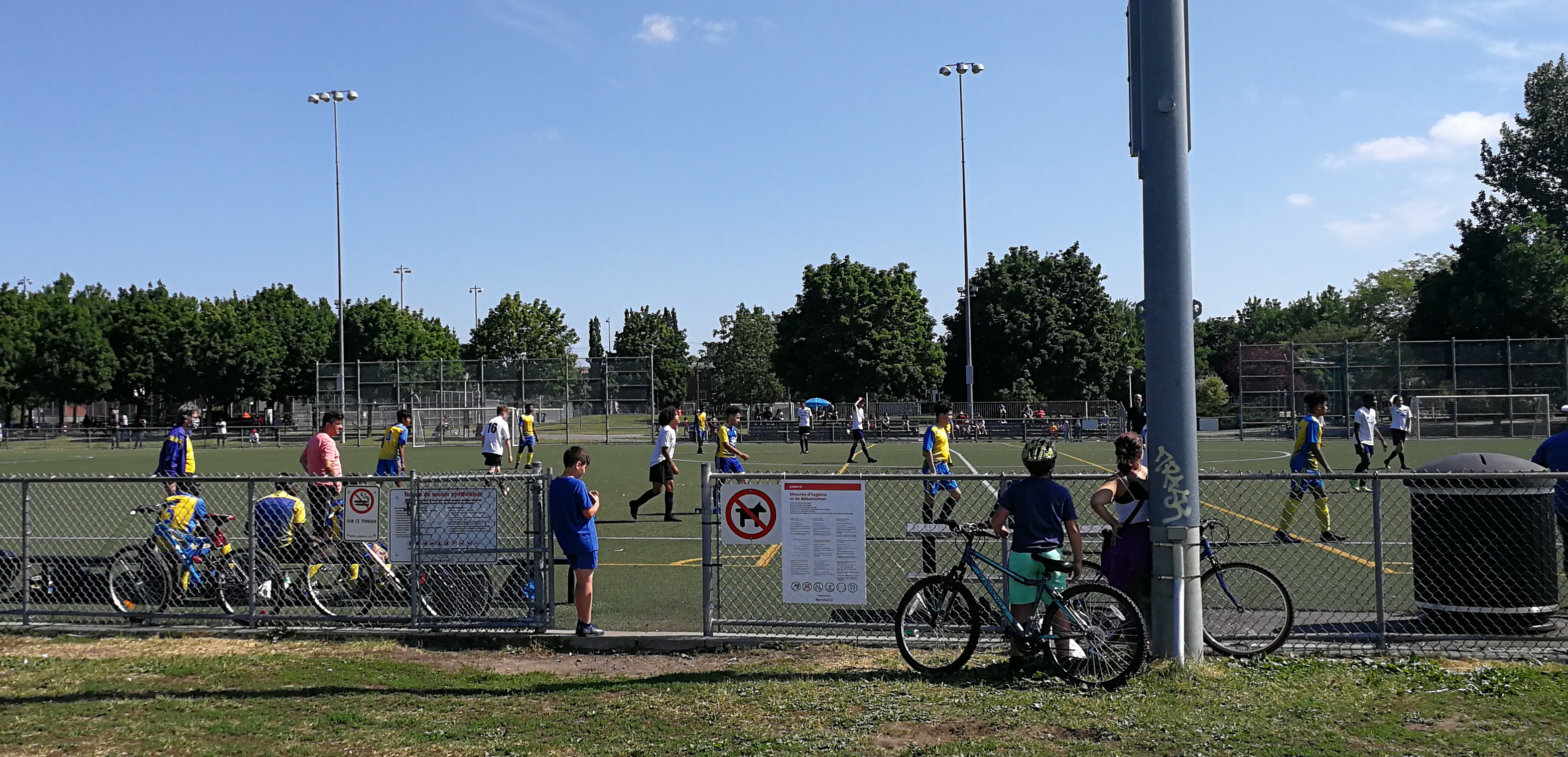
Match de soccer survenant dans les premiers jours après que ce soit permis au Québec par les autorités.

Le 4 juin, la ministre déléguée à l’Éducation, Isabelle Charest, annonce que les entraînements sportifs extérieurs, comme le baseball et le football  pourront reprendre dès le 8 juin. Comme les consignes de distanciations physiques devront être respectées, il s'agit de concours d'habilité ou encore d'entraînements, et non de matchs où les joueurs pourraient avoir des contacts.
Le 25 juin, Horacio Arruda annonce le déconfinement de tous les secteurs, mis à part trois: les festivals et autres grands rassemblements, les camps de vacances (avec séjour) et les sports de combat. Toutes les activités sportives dont les matchs, sans public, peuvent donc reprendre.
Le 23 juillet, l'organisation des Grands Prix cyclistes de Québec et de Montréal annonce l'annulation de l'édition 2020 de leurs événements, en raison de l'épidémie de Covid-19. Les épreuves devaient se dérouler les 11 et 13 septembre, à Québec et Montréal respectivement. Devant l'incertitude de l'ouverture de la frontière avec les États-Unis, et les quarantaines probables pour les coureurs et les équipes, l'organisation conclut qu'il est impossible de s'engager à tenir leurs événements,.
Dans la première semaine d'août, le Canadien participe à la première phase des séries éliminatoires de la Coupe Stanley 2020 en affrontant les Penguins de Pittsburgh dans une série 3 de 5. Sans assistance sur place, plus de 800 000 Québécois en moyenne suivent le match sur TVA Sports, dont plusieurs à partir des terrasses des bars et restaurants sportifs, financièrement éprouvés après la fermeture du printemps.
Le 4 janvier 2021, la direction de la Santé publique accepte que le Canadien de Montréal puisse disputer ses matchs à huis clos au Centre Bell.

## 2021
Le 7 mars, une manifestation a lieu dans la ville de Québec. Plus de 20 000 personnes réclament la reprise des sports.